# Chase Young
Chase Young (Upper Marlboro, Maryland, Estados Unidos; 14 de abril de 1999) es un jugador profesional de fútbol americano. Juega en la posición de defensive end y actualmente milita en los New Orleans Saints de la National Football League (NFL).
Jugó al fútbol americano universitario en Ohio State antes ser seleccionado por los entonces aún llamados Washington Redskins en la segunda posición global del Draft de la NFL de 2020. Esa temporada fue nombrado el Novato Defensivo del Año de la NFL. En mitad de 2023 fue traspasado a los San Francisco 49ers, con los que perdió la Super Bowl LVIII.

## Biografía
Chase Young nació en Upper Marlboro (Maryland) en abril de 1999. Su padre, Greg, fue sheriff en el condado de Arlington, mientras que su madre trabaja en el Departamento de Transporte de los Estados Unidos. Tiene una hermana llamada Weslie que jugó a baloncesto en la Universidad de North Carolina Wesleyan.
Comenzó a jugar a fútbol americano en el Colegio St. Columba de Oxon Hill, en su estado natal. En el Instituto St. Vincent Pallotti de Laurel jugó en las posiciones de quarterback, tight end y linebacker, pero acabó asentándose en el puesto de defensive end. Terminó la secundaria en el Instituto Católico DeMatha. Allí fue compañero de Markelle Fultz, número uno del Draft de la NBA de 2017, en el equipo de baloncesto.
Cursó un grado en Criminología en la Universidad Estatal de Ohio. Allí recibió el mote de Predator debido a que sus rastas recordaban a las criaturas de la saga cinematográfica Depredador (Predator en inglés).

## Carrera

### Universidad

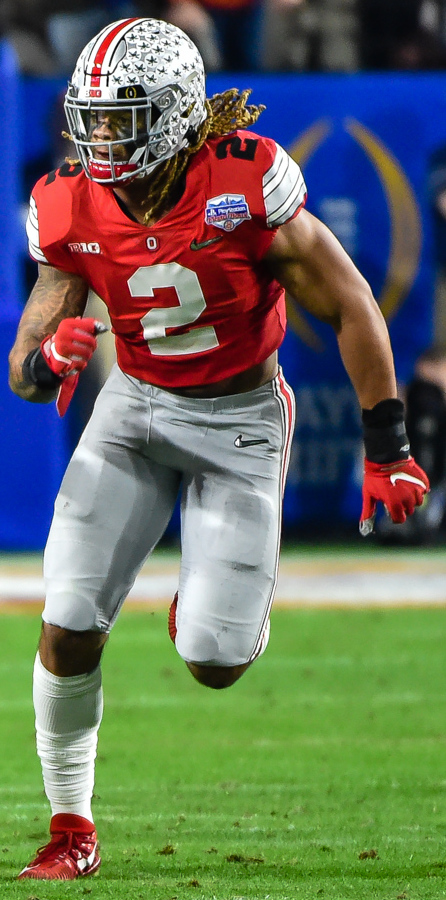
Chase Young, en su etapa en Ohio State.

#### 2017
Young se comprometió con la Universidad Estatal de Ohio en noviembre de 2016 tras recibir ofertas de aproximadamente cuarenta universidades. Uno de los motivos por los que eligió Ohio State fue el entrenador de la línea defensiva, Larry Johnson. En su primer año con los Buckeyes, Young jugó un total de nueve partidos en los que logró 18 placajes (11 solo y 7 asistido) y 3,5 sacks. 

#### 2018
En su año de sophomore se convirtió en titular. Sufrió una lesión en sus dos tobillos, pero eso no le impidió terminar la temporada firmando un total de 10,5 sacks en trece partidos.

#### 2019
En 2019, tras la marcha de Nick Bosa a la NFL, Young se convirtió en la principal referencia defensiva de los Buckeyes, así como en uno de los capitanes del equipo. Terminó el año estableciendo el récord de Ohio State de más sacks en una temporada (16,5) a pesar de perderse dos partidos por una sanción impuesta por la NCAA por recibir un préstamo de un amigo de su familia. Fue elegido All-America de manera unánime, ganó el Chuck Bednarik Award al mejor jugador defensivo universitario y terminó cuarto en las votaciones del Trofeo Heisman, solo por detrás de los quarterbacks Joe Burrow, Jalen Hurts y Justin Fields. En enero de 2020 se declaró elegible para el Draft de la NFL.

#### Estadísticas
| Año   | Equipo     | Partidos | Placajes | Placajes | Placajes | Placajes | Fumbles | Fumbles | Fumbles |
| Año   | Equipo     | Partidos | Total    | Solo     | Ast      | Sacks    | FF      | FR      | TD      |
| ----- | ---------- | -------- | -------- | -------- | -------- | -------- | ------- | ------- | ------- |
| 2017  | Ohio State | 9        | 18       | 11       | 7        | 3,5      | 1       | 0       | 0       |
| 2018  | Ohio State | 13       | 34       | 25       | 9        | 10,5     | 1       | 0       | 0       |
| 2019  | Ohio State | 12       | 46       | 32       | 14       | 16,5     | 7       | 0       | 0       |
| Total | Total      | 15       | 98       | 68       | 30       | 30,5     | 9       | 0       | 0       |

### NFL

#### Washington Football Team/Commanders

##### 2020

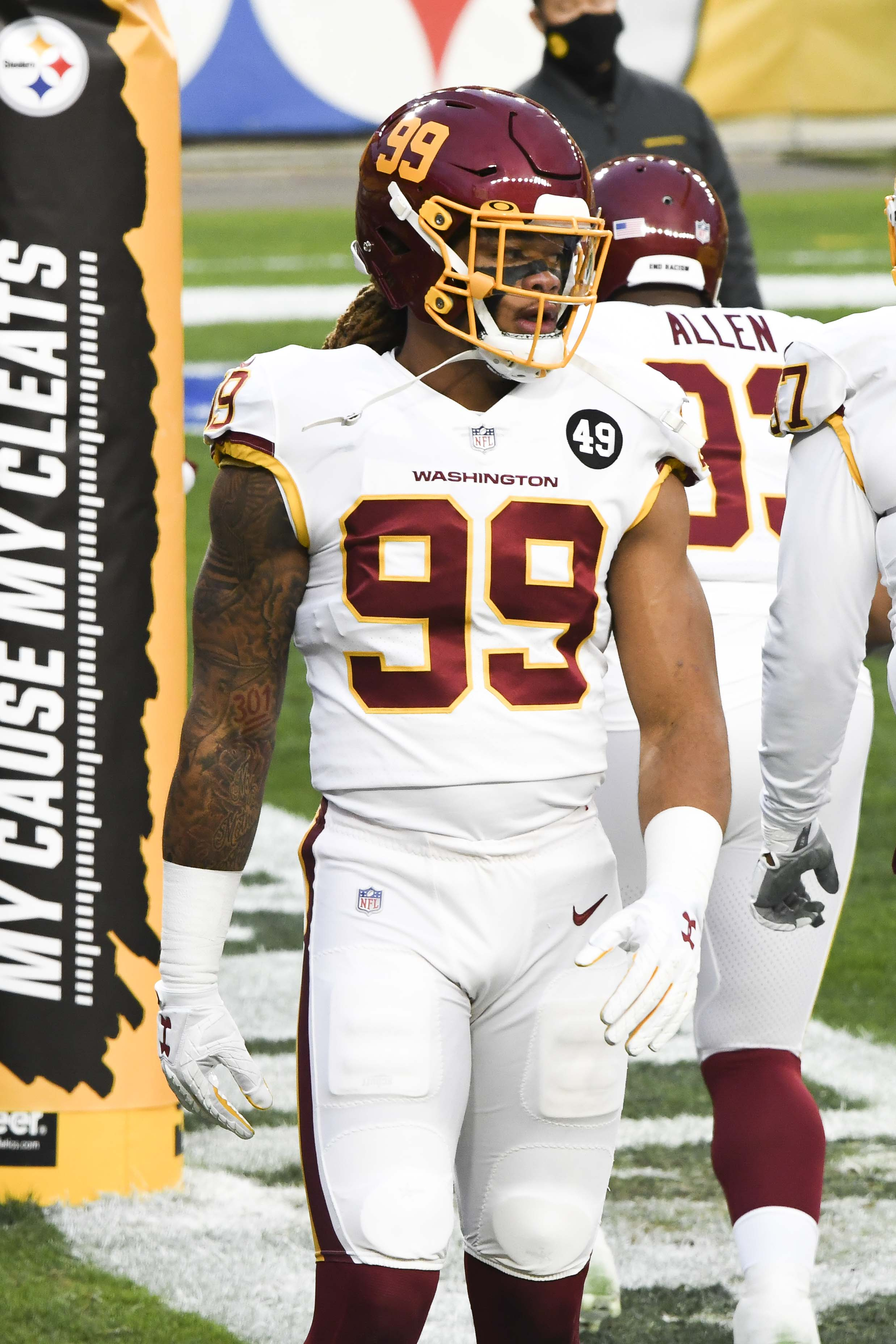
Chase Young, en su primer año en la NFL.

Chase Young estuvo presente en la Combine de la NFL, pero no participó en ninguna prueba. En el Draft fue elegido en el segundo puesto global por los Washington Redskins. Había sido uno de los jugadores invitados a la ceremoria que iba a tener lugar en Las Vegas, pero debido a la pandemia de COVID-19 el Draft se celebró telemáticamente. El 23 de julio de 2020 firmó su contrato con el equipo de la capital estadounidense por cuatro años y 34,56 millones de dólares. Unos días antes los Redskins cambiaron su nombre por el de Washington Football Team.
Hizo su debut en la NFL el 9 de septiembre de 2020 ante los Philadelphia Eagles. En ese partido logró el primer sack de su carrera como profesional al placar, con fumble forzado incluido, a Carson Wentz a finales del primer cuarto. Terminó el encuentro con un total de cuatro placajes y un sack y medio. En la tercera jornada sufrió una distensión en la ingle que le hizo perderse el partido de la cuarta semana de liga ante los Baltimore Ravens. En la semana catorce, contra los San Francisco 49ers, logró un sack, dos pases defendidos, forzó un fumble y recuperó otro que retornó para touchdown. Se convirtió así en el tercer jugador desde 1999 en lograr esos registros en un partido. A finales de diciembre fue nombrado por Ron Rivera como uno de los capitanes del equipo.
Washington finalizó el año como campeón de su división y se enfrentó a los Tampa Bay Buccaneers en la ronda de wild cards de los Playoffs. Los Bucs ganaron el partido por 23-31. Young terminó su primera temporada en la NFL con 7,5 sacks (líder entre los novatos), 44 placajes y cuatro fumbles forzados. Fue seleccionado para el Pro Bowl (fue el único rookie junto a Justin Jefferson seleccionado para disputar ese partido) y fue elegido como Novato Defensivo del Año de la NFL.

##### 2021
Young comenzó la temporada de 2021 con tres placajes (uno solo y dos asistido) en la derrota de su equipo frente a Los Angeles Chargers. Logró su primer sack y su primer fumble forzado del año en la semana cinco contra los New Orleans Saints placando a Jameis Winston. El 14 de noviembre de 2021, ante los Tampa Bay Buccaneers, sufrió una lesión en su rodilla derecha y tuvo que abandonar el terreno de juego. Al día siguiente, el Washington Football Team anunció que Young había sufrido una rotura del ligamento cruzado anterior y que causaría baja para lo que quedaba de temporada.

##### 2022
A finales de noviembre de 2022, un año después de su lesión, Young regresó al roster activo. Volvió a jugar el 24 de diciembre en la semana 16 ante los San Francisco 49ers. Partió como suplente y logró dos placajes.

##### 2023
Durante el verano de 2023, los Washington Commanders declinaron su opción de quinto año sobre el contrato de Young.

#### San Francisco 49ers

##### 2023
El 31 de octubre de 2023, Young fue traspasado a los San Francisco 49ers a cambio de una tercera ronda del Draft de 2024.

## Estadísticas
| Negrita | Máximo de carrera |

### Temporada regular
| Año   | Equipo | Partidos | Partidos | Placajes | Placajes | Placajes | Placajes | Fumbles | Fumbles | Fumbles |
| Año   | Equipo | PJ       | PT       | Total    | Solo     | Ast      | Sacks    | FF      | FR      | TD      |
| ----- | ------ | -------- | -------- | -------- | -------- | -------- | -------- | ------- | ------- | ------- |
| 2020  | WAS    | 15       | 15       | 44       | 32       | 12       | 7,5      | 4       | 3       | 1       |
| 2021  | WAS    | 9        | 9        | 26       | 15       | 11       | 1,5      | 2       | 0       | 0       |
| 2022  | WAS    | 3        | 2        | 5        | 3        | 2        | 0,0      | 0       | 0       | 0       |
| 2023  | WAS    | 7        | 6        | 15       | 12       | 3        | 5,0      | 0       | 0       | 0       |
| 2023  | SF     |          |          |          |          |          |          |         |         |         |
| Total | Total  | 34       | 32       | 90       | 62       | 28       | 14,0     | 6       | 3       | 1       |

### Playoffs
| Año   | Equipo | Partidos | Partidos | Placajes | Placajes | Placajes | Placajes | Fumbles | Fumbles | Fumbles |
| Año   | Equipo | PJ       | PT       | Total    | Solo     | Ast      | Sacks    | FF      | FR      | TD      |
| ----- | ------ | -------- | -------- | -------- | -------- | -------- | -------- | ------- | ------- | ------- |
| 2020  | WAS    | 1        | 1        | 3        | 1        | 2        | 0        | 0       | 0       |         |
| Total | Total  | 1        | 1        | 3        | 1        | 2        | 0        | 0       | 0       |         |